# Риво (Бјела)
Риво је насеље у Италији у округу Бијела, региону Пијемонт.
Према процени из 2011. у насељу је живело 47 становника. Насеље се налази на надморској висини од 763 м.